# Serebrjanka (Tschussowaja)
Die Serebrjanka, auch Serebrjanaja (russisch Серебря́нка/Серебряная, wörtlich die Silberne) ist ein 147 km langer rechter Nebenfluss der Tschussowaja im europäischen und asiatischen Teil Russlands.

## Flusslauf
Die Serebrjanka entspringt auf der Grenze zwischen der Region Perm und der Oblast Swerdlowsk im mittleren Ural. Zunächst fließt sie in südlicher Richtung entlang dieser Grenze auf durch die dichtbewaldete, dünnbesiedelte Gebirgslandschaft im äußersten Westen der Oblast Swerdlowsk. Nach der Einmündung des Klyktan biegt sie in Richtung Südwesten ab.
Der Fluss durchfließt Serebrjanka, den einzigen größeren Ort am Flusslauf. Nach der Einmündung ihres größten Nebenflusses Schurysch passiert die Serebrjanka die Grenze zur Region Perm, wo sie nach wenigen Kilometern bei Ust-Serebrjanka in die Tschussowaja einmündet.

## Hydrologie und Nutzung
Die hauptsächlich von Schneeschmelzwasser und Regen gespeiste Serebrjanka ist nicht schiffbar. Der durchschnittlich 10–15 m breite Fluss ist jedoch in der eisfreien Zeit von April bis November als anspruchsvoller Gebirgsfluss bei Kanusportlern beliebt.